# Jack Cutmore-Scott
Jack Cutmore-Scott (ur. 16 kwietnia 1987 w Londynie) – brytyjski aktor, znany głównie z odgrywania tytułowej roli w serialu telewizyjnym Życiowy nieporadnik Coopera Barretta. Aktor wystąpił także w roli Rufusa w filmie Kingsman: Tajne służby oraz Denysa Maudsleya w The Go-Between.

## Filmografia

### Filmy kinowe
| Rok  | Tytuł                  | Rola  |
| ---- | ---------------------- | ----- |
| 2014 | Kingsman: Tajne służby | Rufus |

### Filmy telewizyjne
| Rok  | Tytuł          | Rola           |
| ---- | -------------- | -------------- |
| 2015 | The Go-Between | Denys Maudsley |

### Seriale
| Rok  | Tytuł                                | Rola           |
| ---- | ------------------------------------ | -------------- |
| 2016 | Życiowy nieporadnik Coopera Barretta | Cooper Barrett |
| 2018 | Iluzja                               | Cameron Black  |